# 功·塔帕朗西
功·塔帕朗西（皇家轉寫：Kon Thappharangsi，泰語發音：[kɔːn tʰáppʰáraŋsǐː]；1945年9月14日—），是泰國政治家。

## 生平
他在1998年至2003年期間擔任國家發展黨領導人，並曾多次擔任副總理和內閣大臣。他目前擔任泰中友好協會主席。
功·塔帕朗西曾擔任國際羽球總會（IBF）主席。